# Histoire pré-coloniale du Cameroun
Pour un article plus général, voir Histoire du Cameroun.

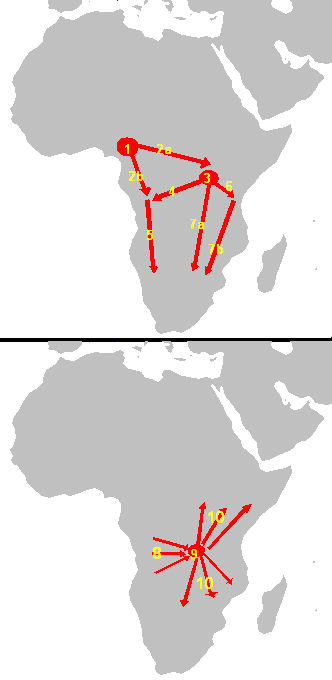
1 = 3000–1500 AEC, origine
2 = env. 1500 AEC, premières migrations2.a = Bantou oriental, 2.b = Bantou occidental
3 = 1000—500 AEC, Urewe, noyau du Bantou oriental4–7 = avancée vers le sud
9 = 500 AEC—0, noyau Congo10 = 0—1000, dernière phase,,

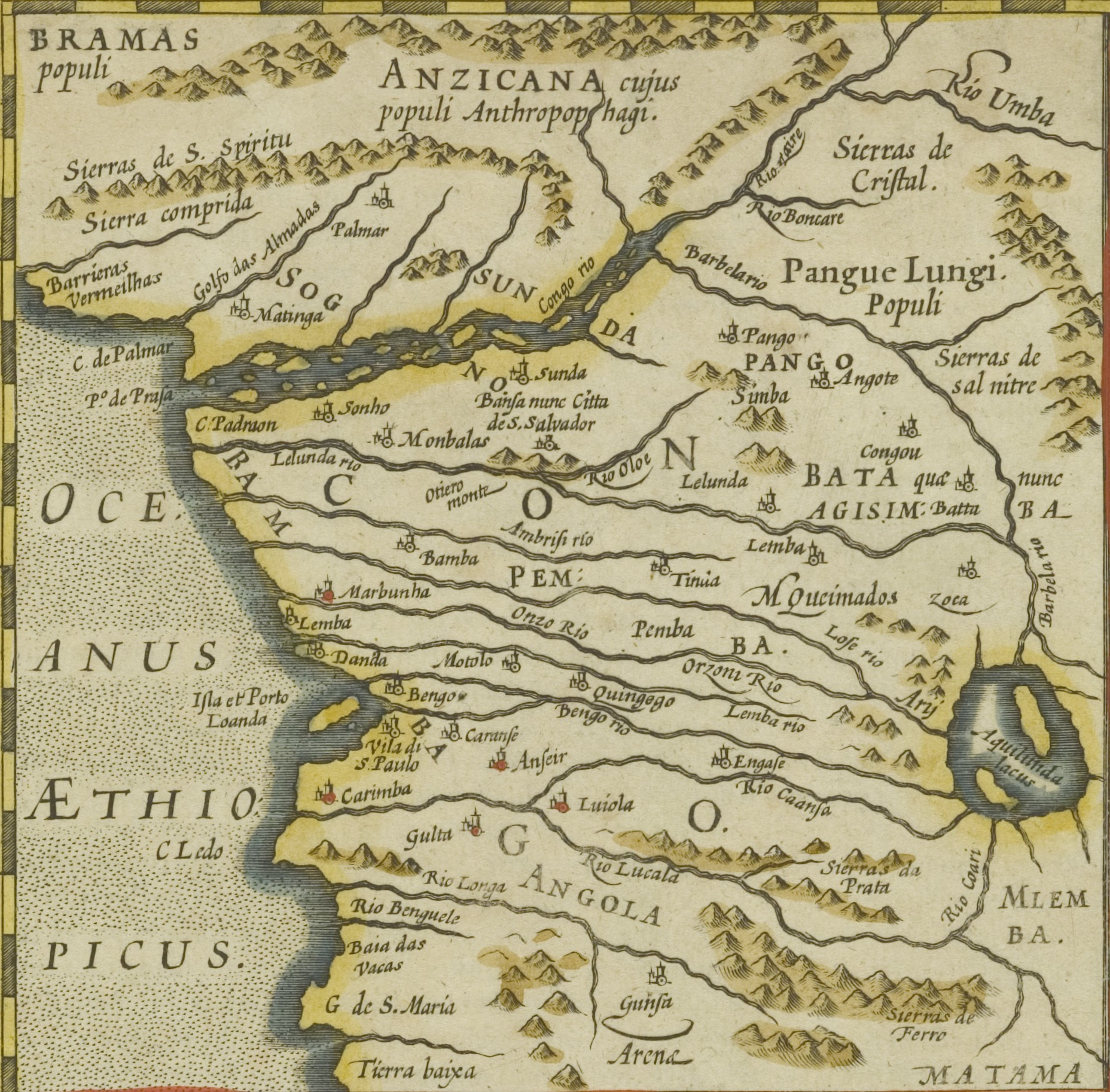
Carte du Royaume du Kongo vers 1623

L’histoire pré-coloniale du Cameroun remonte à quelque 30 000 ans. Plusieurs royaumes, dont le royaume du Kanem-Bornou, le  royaume Mandara, le royaume bamoun et le royaume de Bandjoun se sont succédé avant l'arrivée des premiers Européens au XVe siècle.

## Cameroun préhistorique
Grâce aux vestiges, des chercheurs ont précisé la période de peuplement ancien camerounais, remontant à 30 000 ans avant notre ère. Ils ont identifié plusieurs phases d’occupation, rattachées à l’âge de la pierre récent, au stade néolithique, à l’âge du fer et à la période précoloniale.
Les premiers habitants du Cameroun furent probablement des populations proches des Baka et des Aka, traditionnellement  appelés pygmées. Ils habitent toujours les forêts des régions du sud et de l'est. L'analyse des ossements de quatre enfants enterrés il y a 3000 et 8000 ans sur le célèbre site archéologique de Shum Laka a confirmé que ceux-ci ont pour plus proches parents ces groupes de chasseurs-cueilleurs qui vivent aujourd'hui à au moins 500 kilomètres dans les forêts tropicales de l'ouest de l'Afrique centrale.

## Antiquité

### La civilisation Sao
De 1000 av. J.-C. à 1400 apr. J.-C. s'épanouit, dans la région périphérique du lac Tchad, la civilisation des Sao connue pour ses urnes funéraires de grande taille, ses statuettes humaines et animales en terre cuite, ses poteries et, plus tardivement, ses objets en bronze.

## Histoire générale
La zone couvrant le Sud-Ouest de l'actuel Cameroun et le Sud-Est du Nigeria est le berceau des peuples bantous au Ier millénaire avant notre ère.
Les Tikars, les Bamouns et les Bamilékés migrent ensuite pour s'installer sur les hauts plateaux camerounais.
Cette région passe au XVIe siècle sous le contrôle de l'empire du Kanem-Bornou. Le premier État connu des historiens dans la région est celui du Kanem, qui se développe autour du lac Tchad à partir du IXe siècle. Il devient musulman au XIe siècle et atteint son apogée à la fin du XVIe et au XVIIe siècle. Il impose sa souveraineté à la majeure partie du territoire camerounais. Mais il se heurte sans cesse à la résistance des peuples et des petits royaumes camerounais (notamment les royaumes kotoko et mandara).		
À la fin du XVIe siècle, la grande vague migratoire des Peuls (ou Foulbés, du peul, Fulɓe), peuple de pasteurs nomades qui se déplacent d'ouest en est depuis le Macina, atteint le lac Tchad. Au siècle suivant, les Peuls s'implantent dans l'Adamaoua actuel, contribuant à la diffusion de l'islam. Ils s'organisent en petits États théocratiques musulmans, dirigés par un lamido, à la fois chef politique et spirituel.
Le royaume bamoun est fondé à la fin du XVIe siècle et prend son essor sous le règne de Mboumbouo Mandù, à la fin du XVIIIe siècle, qui étend son territoire grâce à l'usage des armes. Il s'emploie ensuite à consolider son pouvoir. Au début du XIXe siècle, les États musulmans étendent et consolident leur pouvoir.
En 1804, Ousman dan Fodio et les Peuls du Nigeria lancent une guerre sainte contre les Haoussas afin d'étendre le royaume toucouleur. Forts de cet exemple, les Peuls du Sud rallient leur cause et propagent le djihad dans leur région. Adama, chef des Peuls du Sud, prend le titre de cheikh et les plateaux du Sud islamisés prennent le nom d'Adamaoua. Leur capitale, Yola, se trouve alors sur la Bénoué. Le lamido Adama meurt en 1847.
Le royaume bamoun doit lutter contre l'expansion peule.

### L'empire Kanem-Bornou
Le Kanem est fondé au IXe siècle (vers 820, par Maï de Tibesti (petit frère de Derdo Molitafor)) au nord et à l'est du lac Tchad et forme un État doté d'une structure assez large. Il est d'abord dominé par un peuple nomade, les Zaghaouas, qui sont ensuite supplantés par une nouvelle dynastie, les Saifaouas.
Les nouveaux dirigeants se convertissent à l'islam vers le XIe siècle. À la fin du XIVe siècle, poussés par les Boulala nomades qui ont envahi leur région, les sultans du Kanem investissent la région du Bornou.
Le plus célèbre des dirigeants bornouans est Maï Idris Alooma (1580-1617) : il introduit les armes à feu achetées aux Turcs ottomans. À son apogée, le Kanem-Bornou contrôle les routes du Sahara oriental, mettant l'Afrique centrale en liaison avec l'Égypte et la Libye ; il amorce un long déclin à partir du XVIIe siècle.

### Les principautés Kotoko
Les Kotoko sont l'une des vieilles civilisations de l'Afrique centrale.
Les cités Kotoko forment un ensemble de principautés dans une vaste région qui correspond aujourd'hui au Nord du Cameroun, au Tchad et au Nigeria. Leurs habitants et leurs descendants modernes sont connus comme l'ethnie Kotoko.
L'apogée des cités Kotoko coïncide avec le déclin de la civilisation de Sao dans le Nord du Cameroun. Un roi dirige l'État naissant, et annexe plusieurs petits royaumes, notamment Kousséri, Logone-Birni, Makari, Goulfey et Mara. Le Logone-Birni émerge en tant que royaume vassal du Kotoko le plus influent.
L'empire de Kanem-Bornou introduit le Nord du Kotoko dans sa sphère d'influence très tôt. Des missionnaires et des conquérants convertissent la majeure partie du Kotoko nordique à l'islam au XIXe siècle. Pendant ce même siècle, le Kotoko entier est vassalisé par l'empire de Kanem-Bornou, et l'islam poursuit son expansion. Les chefs de Bornou divisent le territoire en deux moitiés, nord et sud, ce qui permet au Logone-Birni dans le sud de maintenir un certain degré d'autonomie sous son chef traditionnel de premier degré. Le Logone-Birni est alors divisé en petites provinces dirigées par des chefs de second degré.

### Le royaume Mandara
Ce royaume s’étendait jusqu’au bassin de la Bénoué. Il connaît son âge d'or aux XVIIIe et XIXe siècles. Ses guerres incessantes contre le royaume du Kanem-Bornou et contre les Peuls ont raison de lui.

### Le royaume bamoun
Le royaume bamoun est fondé à la fin du XVIe siècle par le prince Nchar et prend son essor sous le règne de Mboumbouo Mandù, à la fin du XVIIIe siècle, qui étend son territoire par la force des armes. Il s'emploie ensuite à consolider son pouvoir.
Son seizième roi, Njoya, intronisé en 1895, est resté célèbre pour l'alphabet composé d'idéogrammes qu'il crée, ainsi que pour la carte du pays qu'il fait établir. Converti à l'islam, il est détrôné en 1923.
Le royaume Bamoun compte 60 000 habitants au début du XXe siècle pour une superficie de 7 700 km2 environ et la capitale se situe à Foumban.

### Biafara

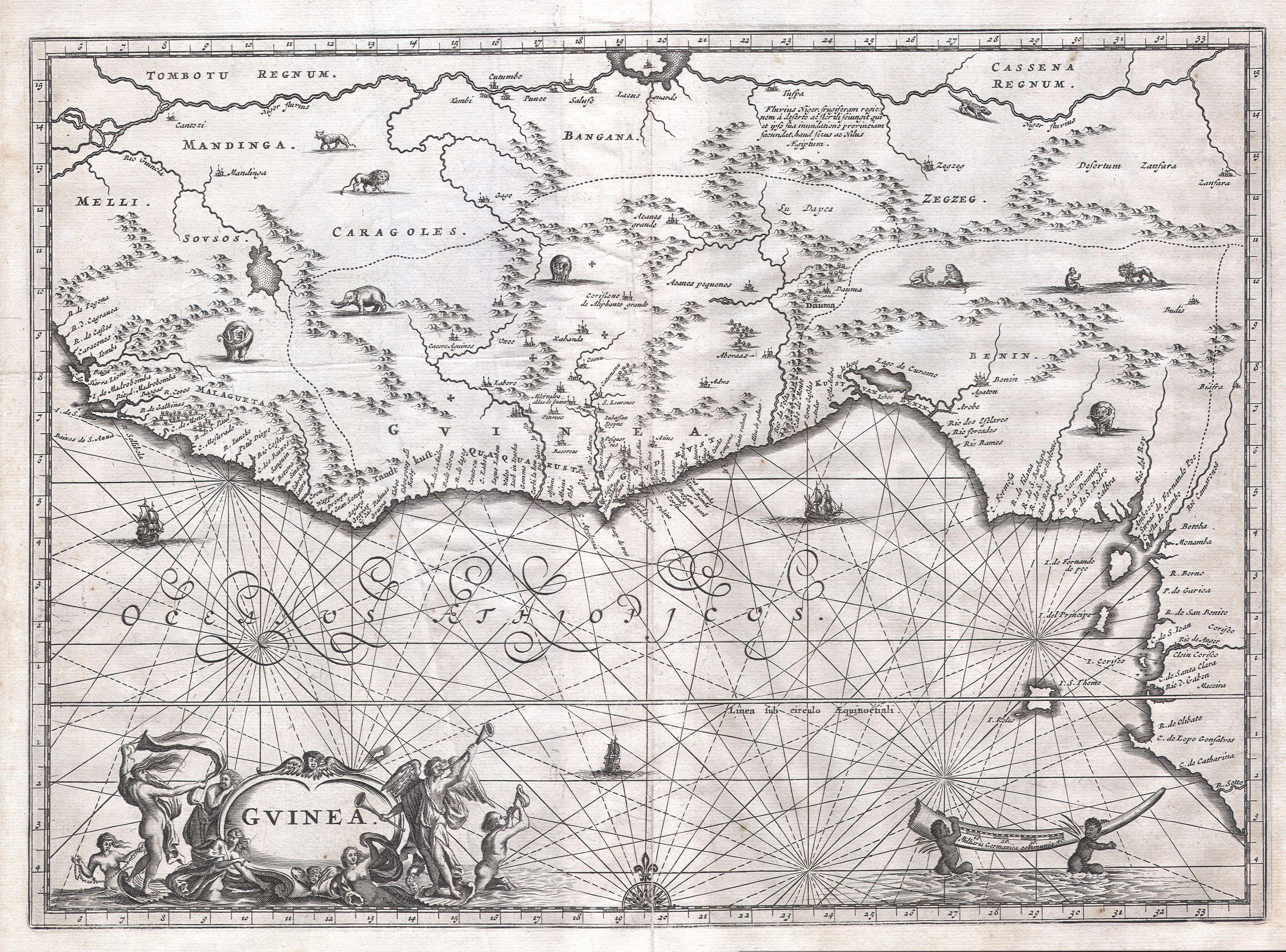
Carte de John Ogilby (1670) : Les côtes bordant le golfe de Guinée indiquant près du bord droit (à hauteur de la graduation 7.5) la ville de Biafra sur le fleuve Cameroun (appelé Rio Camarones).

Chez les peuples de la forêt — de la côte et du Sud forestier (Bassa et Beti) — les civilisations étaient organisées autour de villages dominés par les aînés des grandes familles et les responsables de confréries.
Les navigateurs portugais, découvreurs du Wouri qu'ils nomment Río dos Camarões c'est-à-dire « fleuve aux crevettes », rapportent l'existence d'une ville située en amont. Celle-ci, nommée Biafara en portugais (Biafra en espagnol selon la carte ci-contre), est décrite comme étant la capitale d'un royaume.

## Époque moderne
Dès le XVe siècle, des Européens de toutes nationalités viennent commercer au Cameroun. 
Ils créent des comptoirs commerciaux pour troquer de l’ivoire, du caoutchouc, ainsi que des esclaves contre de l’alcool, des produits manufacturés et de la poudre.
Les Sawa servent d’intermédiaires entre les Européens et les peuples de l'intérieur. Cette situation dure jusqu'en 1884.
Au XIXe siècle, les principales dates de l'influence européenne sont les suivantes :
- 1827 : exploration britannique de la côte camerounaise et du Biafra ;
- 1845 : début de l'évangélisation par la Société missionnaire baptiste de Londres ;
- 1868 : installation de négociants allemands ;
- 1884 : les Doualas signent un traité d'assistance avec l'Allemagne et celle-ci proclame sa souveraineté sur le Kamerun ;
- 1890 : installation de la Societas Apostolus Catholici (évangélisation).